# Cricket Cyclecar Company
Cricket Cyclecar Company war ein US-amerikanischer Hersteller von Automobilen.

## Unternehmensgeschichte
Der Engländer Anthony New hatte bereits im August 1912 in London ein Fahrzeug hergestellt. 1913 wurde ein Unternehmen in Detroit in Michigan gegründet, um dort die US-Ausführung des Fahrzeugs zu produzieren. Der Markenname lautete Cricket. Geldgeber waren O. C. Hutchinson und Tracy Lyon. Es ist unklar, ob Anthony New beteiligt war. Am 15. November 1913 war das erste Fahrzeug auf der Straße. Ende 1914 endete die Produktion. Hutchinson und Lyon verkauften das Unternehmen an den Motorradhersteller Motor Products Company, der vorher die Motoren lieferte.

## Fahrzeuge
Das einzige Modell war ein Cyclecar. Der V2-Motor hatte 82,55 mm Bohrung, 91,44 mm Hub, 979 cm³ Hubraum und leistete 9 PS. Er war an der Außenseite des Fahrzeugs montiert. Das Fahrgestell hatte 213 cm Radstand. Das Leergewicht war mit 231 kg angegeben. Die offene Karosserie bot Platz für zwei Personen. Der Neupreis betrug 325 US-Dollar. Zum Vergleich: Das Ford Modell T kostete damals 500 Dollar als zweisitziger Runabout.